# تولوسته
تولوست (به لاتین: Tõlluste) یک روستا در استونی است که در دهستان پیتلا واقع شده‌است.